# Constantin Kretzulescu
Constantin Kretzulescu (1809-1884) fue un político rumano.

## Biografía
Nacido en 1809, se alistó en 1831 en el ejército con el grado de subteniente, en el que sirvió hasta 1840, cuando abandonó la carrera militar con el rango de mayor y fue nombrado prefecto del condado de Brăila. Más adelante fue fiscal del Tribunal Superior. En 1842 dimitió y pasó varios años en Francia, Inglaterra, Italia, estudiando literatura, filosofía e historia. De regreso a Rumania, según habría vivido recluido hasta 1857, cuando era presidente del comité de Muntenia para las elecciones del Diván ad hoc. En esa época fundó el periódico Concordia, que pasó a C. A. Rosetti. En 1867 fue presidente del consejo de ministros y ministro del Interior del 1 de marzo al 17 de agosto del mismo año. Falleció el 21 de marzo de 1884. Publicó Sumariu al istoriel universale a culturei (1863), Trecutul şi era nouă y Despre mărirea naţiunelor (1863).